# Disney Jr. (Israel)
Disney Jr. Israel es un canal de televisión digital en idioma israelí propiedad de The Walt Disney Company. El canal se lanzó en Israel el 9 de septiembre de 2009 como Playhouse Disney (con su propio canal y bloque matutino en la versión israelí de Disney Channel) y se convirtió en Disney Junior el 18 de julio de 2011 en el satélite Yes y el 27 de noviembre de 2013 en HOT Cable. Su programación está dirigida a los más pequeños y a sus padres.

## Logos

2011-2019
2019-2024
2024-presente